# ペルッティ・プルホネン
ペルッティ・プルホネン(Pertti Purhonen、1942年6月14日 - 2011年2月5日）は、フィンランドのボクサー。南スオミ州ウーシマー県ヘルシンキ出身。
1964年東京オリンピックのボクシング競技に出場し、ウェルター級で3位になった。
1969年にプロで2戦2勝1KOを挙げている。